# Schlumbergerli
Schlumbergerli ist eine semmelartige Backware, die von Basel aus, wo es Schlumbi genannt wird, vornehmlich in der Schweiz Verbreitung gefunden hat.

## Herstellung
Das Schlumbergerli ist ein fast kugelrundes Brötchen von meist 40 bis 50 Gramm aus Semmelteig, meist Weißmehl, aber auch Weiß- und Ruchmehl und einer eher unstrukturiert aussehenden Rosette auf der Oberseite. Anders als bei den üblichen Semmeln wird bei der Teigbearbeitung die gerillte Arbeitsfläche nicht mit Mehl, sondern mit Öl oder einem anderen flüssigen pflanzlichen Fett bestrichen. Die Brötchen werden rund ausgeformt und weisen auf einer Seite eine rosettenformige Oberfläche auf. Beim Gären ist diese unten; zum Backen wird sie nach oben gedreht, wo sich der Riss bildet. Beim Backen wird Wasserdampf eingelassen, damit die Kruste knusprig wird und aufreißt. Beim Schlumbergerli wird der Riss zu einer meist unstrukturierten, „blümchenartigen“ Rosette.

## Geschichte
Als nach dem Deutsch-Französischen Krieg der Elsässer Bankier und Industrielle Amédée Schlumberger aufgrund der deutschen Besatzung seine Heimat verlassen musste und 1872 in die Schweiz kam, vermisste er den Geschmack der typisch französischen knusprigen Weißbrötchen. Er fand einen Bäcker, der solche Brötchen für ihn backen konnte, und servierte diese an seinen gesellschaftlichen Anlässen. Als beim Bäcker dann nach diesen Brötchen gefragt wurde, hatten diese zuerst gar keinen Namen; es waren nur „die Brötchen, die Schlumberger backen ließ“. Im Volksmund wurden sie dann zu Schlumbi verkürzt.